# Wahlenbergia tetramera
Wahlenbergia tetramera är en klockväxtart som beskrevs av Mats Thulin. Wahlenbergia tetramera ingår i släktet Wahlenbergia och familjen klockväxter.
Artens utbredningsområde är KwaZulu-Natal. Inga underarter finns listade i Catalogue of Life.